# Mangart
Mangart (tudi Mangrt) je 2679 mnv visoka gora v Julijskih Alpah in je četrti najvišji vrh v Sloveniji. Mangart je tudi naziv za pogorje (z najvišjim vrhom Veliki Mangart, 2679 mnv) med dolino reke Koritnice in Mangartsko dolino.
Pogorje sestavljajo triasni in jurski apnenci. Na južnem pobočju pogorja izvira Koritnica, na severni strani v Mangartski dolini pa ležita Spodnje in Zgornje Mangartsko jezero.
Mangart je v Sloveniji eno redkih, oziroma edino nahajališče plazeče sretene (Geum reptans), islandske potočarke (Rurripa islandica), klasnatega ovseneca (Trisetum spicatum), živorodne bilnice (Festuca vivipara), črnega pelina (Artemisia genipi) in eno redkih gnezdišč planinskega hudournika (Apus melba).
Prvi znani vzpon je leta 1794 opravil naravoslovec Franc Jožef Hanibal Hohenwart. Eden prvih pristopnikov je bil tudi Valentin Stanič. Severno steno sta preko vpadnice kot prva preplezala Leuchus in Schulze leta 1906. Gamsov rob je kot prva leta 1929 preplezala slovenska naveza Miro Marko Debelak-Deržaj in Edo Deržaj leta 1929. Najtežje smeri v ostenju so speljali italijanski alpinisti čez gladke plošče Malega Koritniškega Mangarta.

## Etimologija
Regionalni oronim 'Mangrt' izhaja iz andronima Mainhart (oziroma visokonemškega Maganhard). Ta se danes odraža tudi v priimkih, kot sta Menart in Manhart. Oronim je v zgodovinskih virih izpričan leta 1617 kot 'Monhart'.

## Severna stena
V Mangartsko dolino pada z gore strma stena, ki po svojih razsežnostih in lepoti tekmuje s Triglavsko severno steno. S te strani je tudi najlepši pogled na Mangart. Njegova podoba se zrcali v dveh lepih z gozdovi obraslih Mangartskih jezerih. Severna stena je izredno široka, saj se razprostira vzdolž celotnega vzhodnega grebena Mangarta. V ta greben se ostro zarezuje Huda Škrbina (2401 m), izpod katere se spušča čez steno strm raz, imenovan Gamsov rob. Še vzhodneje se greben vzpne v Mali Koritniški Mangart (2333 m) pod katerim je stena še posebno strma in gladka. Vzhodni greben se nato izza Roba nad Zagačami priključi verigi Ponc.

## Pristopi
Poldrugi kilometer pred prelazom Predel se odcepi cesta, ki po okoli 12 km pripelje mimo Koče na Mangartskem sedlu tik pod Mangartsko sedlo (2072 m), od tu vodita na vrh dve poti:
- slovenska pot, okoli 1½ h; zelo zahtevna , poteka po zahodni steni,
- italijanska pot, okoli 2 uri; zahtevna, daljša in zložnejša od slovenske poti.

Poleg pristopa z Mangartskega sedla so možni dostopi tudi od Belopeških jezer, predvsem po spodnji polovici italijanske poti (via Italiana) preko bivaka Nogara (Bivacco Fratelli Nogara), ki je za razliko od prej omenjene zgornje polovice zelo/izjemno zahtevna označena pot, kot tudi zelo zahteven označen pristop z vzhoda, ki poteka pod grebenom Malega Koritniškega Mangarta.